# Вася Хорст
Ва́ся Хорст (настоящее имя — Васи́лий Васи́льевич Жа́риков; род. 26 июля 1987 года, Зеленоград) — живописец, рисовальщик, акварелист.

## Биография
Родился 26 июля 1987 года в Зеленограде.
В 2010 году окончил факультет промышленного дизайна Московского института электронной техники.
Член Союза советских художников, организованного Авдеем Тер-Оганьяном. Работает в области жанровой масляной живописи и графики (акрил, гуашь), ню. Занимается историей дизайна и архитектуры Москвы 1930—1950-х гг. Сокуратор нескольких экспозиционных проектов в Москве и Санкт-Петербурге.
Вася Хорст — участник большого группового проекта (и серии выставок) в формате книги художника — Город как субъективность художника (2020).

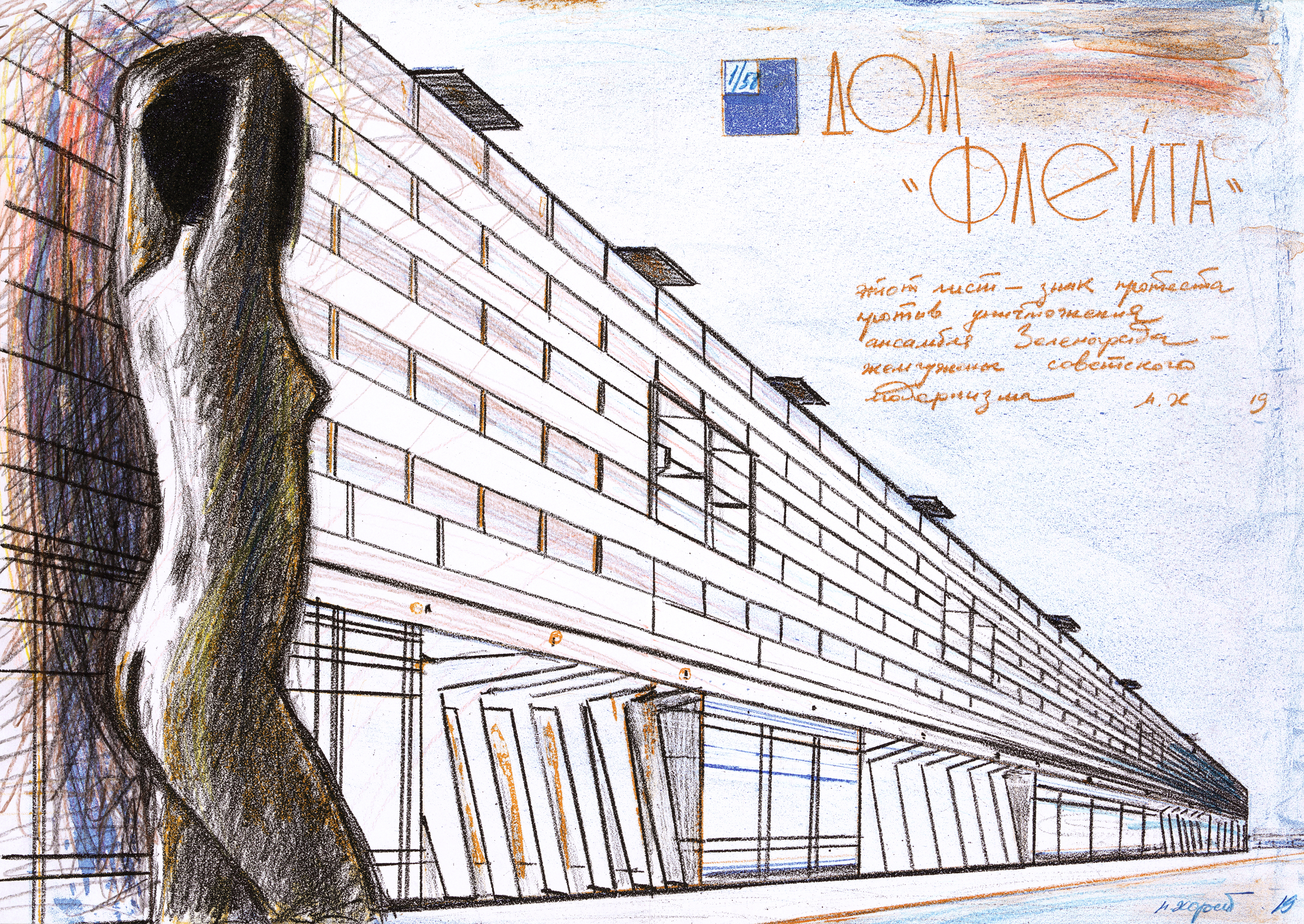
Дом флейта (для проекта Город как субъективность художника). 2019, 420×594 мм, б., цв. литография, цв. карандаши

«Зеленоград — Московский город спутник, строился как мечта об идеальной жизни. Архитектурный ансамбль города — триумф советского модернизма, его высшее достижение. Можно сказать, Зеленоград город утопия. Увы, сегодня некогда единый ансамбль утратил былое великолепие и изящество. Многие постройки снесены или нещадно перестроены. Повсеместно удаляются важные детали, без которых невозможно полностью понять и оценить оригинальный замысел советских зодчих. На листе изображен главный памятник центральной части города — дом „Флейта“, один из самых длинных домов столицы, отсылающий к проектам советского конструктивизма. Девушка — символ молодости, тот девиз, под которым работали проектировщики в 1960-е годы. И призыв обратить внимание на современную бездумную перестройку.»
С 2010 года живёт и работает в Санкт-Петербурге.

## Работы находятся в собраниях
- Государственный Русский музей. Отдел гравюры XVIII—XXI веков.
- Музей современного искусства «Гараж». Коллекция книги художника. (Москва).
- Музея экслибриса (Москва).
- Музей современного искусства ART4.RU, Москва.
- Музей современного искусства «Эрарта», Санкт-Петербург.
- Музей искусства Санкт-Петербурга XX-XXI веков, Санкт-Петербург.
- Галерея «Ростов», Ростов-на-Дону.
- Галерея ZHDANOV, Таганрог.
- Частные коллекции.

## Выставки

### Персональные выставки
- галерея «Эрарта», Санкт-Петербург
- галерея «Матисс-Клуб», Санкт-Петербург
- галерея «Арт-объект», Санкт-Петербург
- галерея «Внутри», Санкт-Петербург
- музей ART4.RU, Москва
- галерея «Пересветов переулок», Москва
- галерея «Ростов», Ростов-на-Дону[1][9][10], Хайфа, Тель-Авив[11][12][13].
- 2022 — «Вспомнить и забыть», галерея Art.City.People, Берлин (куратор Алёша Замятин)
- 2024 — «Горсты и грабены», галерея Art.City.People, Берлин (куратор Алёша Замятин)

### Групповые выставки
Начиная с 2008 года, Вася Хорст участник более ста выставок в России и за рубежом.